# Chen Qiang
Dans ce nom, le nom de famille précède le nom personnel.
Chen Qiang (né le 12 juin 1990) est un athlète chinois, spécialiste du sprint.
Son meilleur temps est de 10 s 36 (vent +2 m/s) obtenu à Shanghai en septembre 2009. Il a permis au relais chinois 4 × 100 m de se qualifier pour les Mondiaux de Daegu. Sur 60 m en salle, il vante un 6 s 70 à Chengdu le 19 mars 2011.